# Henderson (isola)
Henderson (conosciuta anche come San Giovanni Battista/San Juan Bautista e Elisabetta/Elizabeth) è un'isola corallina disabitata situata nell'Oceano Pacifico meridionale, fa parte dell'arcipelago delle isole Pitcairn che politicamente sono uno dei territori d'oltremare britannici.
Dal 1988 fa parte dei Patrimoni dell'umanità dell'UNESCO, a causa degli uccelli presenti e delle incontaminate riserve di fosfato.

## Geografia
Misura 9,6 km di lunghezza e 5,1 di larghezza, copre un'area di 37,3 chilometri quadri (circa otto volte Pitcairn) e si trova 193 chilometri a nord-est delle isole Pitcairn. Si ritiene che l'isola sia emersa a causa dell'attività di tre vulcani sottomarini: Adams, Young e Bounty, che si trovano a nord-est di Pitcairn. L'isola è caratterizzata da pianeggianti terreni permeabili, e non possiede fonti di acqua dolce. La barriera corallina è alta 15 metri (la maggior parte dei quali sommersi) ed esistono tre spiagge sul lato settentrionale.
La scogliera, alta circa 15 m, si sviluppa attorno a quasi tutta l'isola. L'altipiano interno si estende a circa 30 m di altezza, con un'elevazione massima di 33 metri, e una zona centrale depressa che costituisce l'antica laguna.

## Ambiente
Per quanto riguarda la flora l'isola presenta un rilevante numero di specie endemiche. Vi sono 71 specie registrate di piante 10 delle quali sono endemiche e 10 introdotte, una ventina sono i muschi e una trentina le specie di licheni.
La flora è costituita principalmente da cespugli ed arbusti di pisonia alti circa un metro, e da macchie di miro, il cui legno è utilizzato dagli abitanti di Pitcairn per lavori d'intaglio.
L'avifauna comprende specie marine e specie terrestri, per un totale di 55 specie. Le quattro specie terrestri sono endemiche e sono: Schiribilla dell'Isola Henderson, Colomba frugivora dell'Isola di Henderson, Lorichetto di Stephen e Cannaiola di Pitcairn. L'isola è l'unico luogo di nidificazione noto del petrello di Henderson (Pterodroma atrata).
Vi sono altre 15 specie non endemiche di uccelli marini. Tra gli altri animali endemici che popolano l'isola vi sono quattro chiocciole di terra (sulle 16 presenti) ed una farfalla (unica specie presente). È abitata inoltre dai ratti polinesiani, sebbene negli ultimi anni siano state effettuate delle operazioni per eliminarli o ridurne il numero.

## Storia
Nonostante Henderson sia virtualmente inabitabile, le prove archeologiche dimostrano che venne abitata da una piccola colonia polinesiana tra il XII ed il XV secolo, prima di scomparire. Le ragioni della scomparsa sono tuttora sconosciute, ma probabilmente sono collegate alla sparizione delle altre colonie polinesiane dalle isole Pitcairn, da cui gli hendersoniani dipendevano per molti fattori (ed a loro volta gli abitanti di Pitcairn sarebbero spariti per il declino della vicina Mangareva; in base a questo, Henderson si rivelerebbe come l'ultimo anello di una piccola catena di colonie). Gli studiosi ritengono inoltre che l'isola potesse essere già stata abitata tra il 900 ed il 350 a.C.
Il 29 gennaio 1606 l'isola di Henderson venne scoperta dal navigatore portoghese Pedro Fernandes de Queirós, che gli diede il nome di San Jõao Baptista. Il 17 giugno 1819 l'isola venne ri-scoperta dal capitano britannico Henderson della Compagnia Inglese delle Indie Orientali, alla guida della Hercules, che gli diede il proprio nome.
L'equipaggio della baleniera Essex vi sostò brevemente, dal 21 al 27 dicembre 1820. Tre membri dell'equipaggio (Thomas Chappel, Seth Weeks e William Wright) vi si fermarono, sopravvivendo fino al loro susseguente salvataggio il 9 aprile 1821, mentre i compagni salparono verso l'America meridionale. Gli uomini della Essex, che credevano di aver trovato l'isola Ducie, ispirarono Herman Melville nel suo romanzo Moby Dick.
Nel 1957 lo statunitense Robert Tomarchin visse da naufrago sull'isola per circa due mesi, in compagnia di uno scimpanzé domestico Moko, apparentemente a fine pubblicitario. Venne alla fine salvato da abitanti di Pitcairn.
Nei primi anni '80 Arthur Ratliff, un uomo d'affari statunitense, espresse interesse per l'acquisto dell'isola, e vi stabilì un piccolo insediamento con un piccolo aeroporto, una fattoria ed una magione. Il Consiglio delle Isole Pitcairn approvò il suo piano edilizio nell'aprile 1981, ma il Foreign and Commonwealth Office britannico pose il veto dopo che un gruppo di ambientalisti locali decise di proteggere il luogo in seguito all'iscrizione tra i patrimoni dell'umanità.
Oggi Henderson viene visitata raramente, se non da abitanti di Pitcairn in cerca del legno da intaglio.

## Questione rifiuti
Nel corso degli anni '10 del 2000 l'isola è tristemente entrata nei fatti di cronaca internazionali causa l'inquinamento estremo di rifiuti plastici, causati dalla cosiddetta "isola di plastica" nel Pacifico. Nonostante si tratti di un'isola completamente disabitata ha subito un ingente danno ambientale (si presume non ripristinabile) da attività antropiche. I primi a subire le conseguenze sono le specie di volatili autoctone isolane.